# Папа Сергије I
Папа Сергије I (лат. Sergius; 650. - 8. септембар 701.) је био 84. папа од 15. децембра 687. до 8. септембра 701.